# آشپزی مالتی

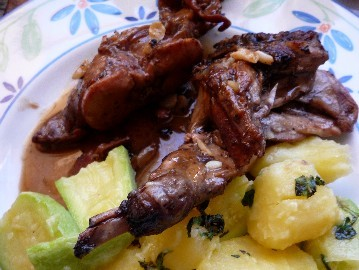
گوشت خرگوش سرخ شده به همراه شراب و سیر

آشپزی مالتی (انگلیسی: Maltese cuisine) بازتاب دهنده پیشینه مالت است؛ تأثیرات شدید آشپزی ایتالیایی و هم چنین تأثیرات آشپزی اسپانیایی، فرانسوی، پروانس، و دیگری آشپزی مدیترانه‌ای، به همراه برخی اثرات پخت و پز بریتانیایی در این اواخر، را نشان می‌دهد. اجبار به واردات بیشتر مواد غذایی، قرار داشتن در طی مسیرهای بازرگانی مهم، و مجبور بودن به تأمین مواد غذایی نیروهای خارجی مقیم که جزائر را در کنترل داشتند، راه ورود تأثیرات بیرونی را به آشپزی مالتی باز کرد. خورش خرگوش سنتی مالتی (stuffat tal-fenek) اغلب به عنوان غذای ملی شاخته می‌شود.